# Cicindria
Cicindria är ett vattendrag i Belgien.   Det ligger i provinsen Limburg och regionen Flandern, i den centrala delen av landet, 60 km öster om huvudstaden Bryssel.
Trakten runt Cicindria består till största delen av jordbruksmark. Runt Cicindria är det ganska tätbefolkat, med 230 invånare per kvadratkilometer.